# Радикалы (Великобритания)
Радикалы (англ. Radicals) — парламентская группировка в Великобритании и Ирландии во второй половине XVIII и первой половине XIX веков, которая опиралась на идеи радикализма и приняла участие в трансформации вигов в Либеральную партию.

## Предыстория
Радикальное движение в Великобритании возникло во второй половине XVIII века для поддержки парламентской реформы и других целей, включая снижение налогов и отмену синекур. Первым радикалом можно считать публициста и политика Джона Уилкса, который в 1760-х годах в качестве редактора газеты «Северный британец» и депутата парламента активно боролся с правительством, с процветавшими в парламенте коррупцией и злоупотреблениями, доходя до яростных нападок в адрес короля и его кабинета.
«Народные радикалы» из рабочего и среднего класса активно требовали право голоса и отстаивали другие права, включая свободу прессы, а также выступали за облегчение экономических бедствий народа, в то время как «философские радикалы», решительно поддерживая парламентскую реформу, в целом были враждебны аргументам и тактике народных радикалов. Однако сам термин «радикальный», в отличие от «реформатор» или «радикальный реформатор», появился только в 1819 году во время всплеска протестов после успешного завершения наполеоновских войн. Известный оратор и агитатор Генри «Оратор» Хант был основным оратором на митинге в Манчестере в 1819 году, которая закончилась бойней при Петерлоо; позднее, в 1830—1832 годах, Хант был избран депутатом от Престона.

## Радикалы и Великая реформа
Радикалы внутри и вне парламента разделились из-за избирательной реформы 1832 года, проведённой вигами. Некоторые продолжали настаивать на необходимости голосования и всеобщего избирательного права, но большинство (объединивщееся в таких организациях, как Бирмингемский политический союз) увидело в отмене «гнилых местечек» важный шаг к разрушению того, что они называли «старой коррупцией»: «Вследствие наличия местечек все наши учреждения являются пристрастными, угнетающими и аристократическими. У нас есть аристократическая церковь, аристократический суд, аристократический кодекс игры, аристократическое налогообложение … всё это привилегия».
Парламент 1832 года, избранный по новому избирательному закону, который вдвое увеличил процент взрослого населения, имеющего право голоса, с 3 % до 6 %, содержал около пятидесяти или шестидесяти радикалов, число которых удвоилось на выборах 1835 года, что заставило многих задуматься о Палаты общин, поделённой между радикалами с одной стороны и консерваторами (тори и виги) с другой. В итоге, радикалам не удалось ни захватить существующую партию, ни создать свою, которая могла бы стать третьей силой, и тому было три основных причины. Первым явилось сохранение вигами популярности в течение полувека после принятия Великой реформы 1832 года. Избирательная реформа была специально разработана для сохранения влияния лендлордов-вигов в графствах и небольших городах — одна из причин, по которой радикалы вроде Генри Хетерингтона осудили закон как «приглашение шопократам из получивших избирательные права городов присоединиться к виггократам из графств». Виги также смогли получить выгоду от предвыборных соглашений в двухмандатных округах, заключая их с более реформаторскими кандидатами.
Во-вторых, в парламенте (и за его пределами) росло число реформаторов, озабоченных другими, не связанными с этим причинами, включая международный либерализм, борьбу с рабством, образовательные реформы и реформы в поддержку умеренности, допустимость неангликанцев («нонконформистов») на должности. Последнее расширилось позже до движения за лишение англиканской церкви статуса официальной церкви Соединённого Королевства и замену старых единиц местного самоуправления на гражданские (нерелигиозные) приходы.
В-третьих, радикалы всегда были скорее неформальным общественным движением, чем структурированной силой. Им не хватало партийной организации, формального руководства и единой идеологии. Внутри движения постоянно шли споры, так радикалы-гуманисты выступили против фабричных законов, поддержанных философскими радикалами; политические радикалы выступили против интервентов-бентамовцев; сторонники всеобщего избирательного права соревновались за время и ресурсы со сторонниками свободной торговли из Манчестера.
В 1859 году радикалы объединились с вигами и отколовшимися от тори пилитами, чтобы сформировать Либеральную партию, в которой сформировалось радикальное крыло с такими новыми фигурами, как Джозеф Чемберлен, продолжавшее оказывать заметное политическое влияние в последние годы XIX века.

## Продолжающаяся агитация и реформы
После принятия Акта о Великой реформе требование более широкого избирательного права было подхвачено главным образом рабочим движением, чартизмом. Между тем, лидеры радикалов, такие как Ричард Кобден и Джон Брайт из Лиги против хлебных законов, выступили против существующих хлебных пошлин, которые были выгодны британским фермерам и землевладельцам, но наносили ущерб потребителям и производителям. После успеха Лиги, с одной стороны, и провала чартистских массовых демонстраций и петиций в 1848 году с другой, парламентские радикалы выступили за расширение избирательных прав и парламентскую реформу.
К 1864 году, под влиянием Джона Брайта и Лиги реформ, премьер-министр от либералов граф Рассел представил умеренный законопроект, который был отклонен как тори, так и либералами-реформаторами, вынудив правительство уйти в отставку. Правительство консервативного меньшинства во главе с графом Дерби и Бенджамином Дизраэли вступило в должность и представило Акт о реформе 1867 года, который почти удвоил электорат, предоставив многим рабочим право голоса.
Дальнейшее давление радикалов привело к тайному голосованию (1872) и Закону о коррупции и незаконных действиях 1883 года, за которым последовал Закон о народном представительстве 1884 года. Прогрессивные либералы, такие как Джон Морли и Джозеф Чемберлен, продолжали ценить радикализм как объединяющий мост между классами и общую цель. Однако в 1886 году Чемберлен присоединился к Либеральной юнионистской партии, которая в основном была в оппозиции к либералам и поддерживала консервативные правительства. Долгая карьера Дэвида Ллойд Джорджа позволила ему перейти от радикальных взглядов в 1890-х годах к более умеренным и к тому, чтобы стать премьер-министром в коалиции с консерваторами в 1918 году. В начале XX века, с подъёма Лейбористской партии и постепенного достижения большинства первоначальных целей радикалов, парламентский радикализм перестал действовать как политическая сила.

## Радикалы в парламенте
До 1818 года радикалам в лучшем случае удавалось добиться избрания одного своего представителя в парламент. На выборах 1818 года в Палату общин были избраны уже три радикала, в 1820 году четыре депутата, в 1826 — пять, в 1830 — четыре, в 1831 — шесть. После Великой реформы 1832 года, которая вдвое увеличила электорат, резко выросло и количество радикалов в Палате общин. После выборов 1832 года было избрано около пятидесяти—шестидесяти депутатов-радикалов, а после выборов 1835 года их число удвоилось.

## Известные радикалы
- Ричард Прайс (1723—1791) — валлийский философ, этик и проповедник, принадлежавший к церкви английских диссентеров; политический публицист, активно писавший с республиканских и либеральных позиций.
- Джон Уилкс (1725—1797) — журналист, публицист, издатель и политик, борец за права, одна из ключевых фигур в становлении радикализма.
- Джозеф Пристли (1733—1804) — священник-диссентер, естествоиспытатель и химик, философ и общественный деятель.
- Джон Картрайт (1740—1824) — политик и публицист, военно-морской офицер, майор ополчения Ноттингемшира, видный борец за парламентскую реформу.
- Томас Холкрофт (1745—1809) — писатель, драматург, балетмейстер, поэт и переводчик, симпатизировал ранним идеям Французской революции и помог Томасу Пейну опубликовать первую часть его трактата «Права человека».
- Иеремия Бентам (1748—1832) — философ-моралист и правовед, социолог, юрист, один из крупнейших теоретиков политического либерализма, родоначальник одного из направлений в английской философии — утилитаризма.
- Чарльз Джеймс Фокс (1749—1806) — политический деятель и парламентарий, вождь левого крыла вигов, идеолог британского либерализма, убеждённый оппонент короля Георга III.
- Томас Спенс (1750—1814) — публицист, социалист-утопист, сторонник радикализма, выступал за общественную собственность на землю.
- Уильям Годвин (1756—1836) — журналист, политический философ и романист, драматург, один из основателей утилитаризма и анархизма, муж писательницы-феминистки Мэри Уолстонкрафт.
- Мэри Уолстонкрафт (1759—1797) — писательница, философ, историк, публицист, считается одной из первых феминистских философов.
- Уильям Коббет (1763—1835) — публицист, памфлетист и историк, известен критикой многих существующих в Великобритании порядков, в частности, требовал реформы парламента и упразднения «гнилых местечек».
- Джеймс Милль (1773—1836) — философ, историк и экономист, представитель классической школы политэкономии, «рикардианец». Отец Дж. С. Милля.
- Уолтер Сэвидж Лэндор (1775—1864) — писатель, поэт и активист, известен, в частностью, поддержкой Лайоша Кошута и Джузеппе Гарибальди.
- Уильям Хэзлитт (1778—1830) — один из классиков английской эссеистики, драматург и литературный критик, художник, общественный комментатор и философ.
- Джеймс Генри Ли Хант (1784—1859) — эссеист, журналист, поэт, драматург и литературный критик.
- Томас Годскин (1787—1869) — социалист, публицист, критик капитализма, сторонник свободной торговли и ранних профсоюзов.
- Джордж Гордон Байрон, 6-й барон Байрон (1788—1824), обычно именуемый просто лорд Байрон — поэт-романтик.
- Перси Биш Шелли (1792—1822) — писатель, поэт, эссеист и публицист, чьи стихи, а также политические и этические сочинения стали популярными в оуэнистских, чартистских и радикальных политических кругах.[19]
- Эдвард Джон Трелони (1792—1881) — биограф, писатель и авантюрист, входил в число «философских радикалов».
- Джордж Грот (1794—1871) — историк античности и политический деятель.
- Джон Стюарт Милль (1806—1873) — философ, социолог, экономист и политический деятель.
- Джон Брайт (1811—1889) — радикальный и либеральный политик и государственный деятель, один из величайших ораторов своего поколения, продвигал идеи свободной торговли.
- Джордж Якоб Холиок (1817—1906) — публицист и деятель рабочего движения, ввёдший в широкое употребление термины «секуляризм», «джингоизм» и «шовинизм».
- Томас Хилл Грин (1836—1882) — философ, основоположник английского социал-либерализма.
- Чарльз-Вентворт Дильк, 2-й баронет (1843—1911) — политический деятель.
- Джордж Пибоди Гуч (1873—1968) — историк, политик и журналист, последователь Джона Актона.

## Радикализм в литературе
- Джордж Элиот в социальном романе «Феликс Холт, радикал» (англ. Felix Holt, the Radical; 1866) предлагает позитивный взгляд на идеалистического и хорошо образованного убеждённого радикала.[20]
- Джордж Мередит в сатирическом романе «Карьера Бьючэмпа» (англ. Beauchamp's Career; 1875) изображает жизнь и любовь в радикальных кругах высшего класса и высмеивает консервативный истеблишмент.
- Энтони Троллоп в романе «Как мы теперь живём» (англ. The Way We Live Now; 1875) изложил менее позитивную точку зрения, описывая своего антигероя как «козла отпущения. В нём есть проблески радикальной политики на благо народа».[21] Троллоп, экономический либерал и сторонник принципа невмешательства, считает нерадикализм буколическим, превознося сельское графство Саффолк: «Люди душевные, а радикализм не так свиреп, как в других местах. Бедные люди трогают свои шляпы, а богатые люди думают о бедных».[22]
- Гибсон, Уильям и Брюс Стерлинг в своём альтернативно-историческом роман «Машина различий» (1990), частично основанном на романе Бенджамина Дизраэли «Сибил, или две нации» (англ. Sybil, or The Two Nations; 1845), описывают вымышленную Промышленную радикальную партию.